# Nicolaj Rasted
 Der er for få eller ingen kildehenvisninger i denne artikel, hvilket er et problem. Du kan hjælpe ved at angive troværdige kilder til de påstande, som fremføres i artiklen.

Nicolaj Bredkjær Rasted (født 5. august 1985), er dansk musiker. Han er den ene halvdel af musikgruppen Hej Matematik, som han udgør sammen med sin morbror Søren Rasted.
Nicolaj Rasteds musikalske karriere startede for alvor i foråret 2006, da han begyndte i lydstudiet The Lobby, ejet af hans morbror Søren og Aqua-bandmedlemmet Claus Norréen. Nicolaj Rasted var begyndt på en uddannelse indenfor lydproduktion, og begyndte at indspille sange sammen med Søren Rasted, som Søren Rasted havde haft liggende.
Nicolaj Rasted var med til, at indspille vokaler til sangen "Disappear", som den tyske melodi grand prix-pigegruppe No Angels vandt med. Sangen blev produceret af Thomas Troelsen og Remee.
I 2008 var Nicolaj medproducer på et antal sange på Martins (X Factor) debut-CD.
Nicolaj spiller i den danske popduo Hej Matematik sammen med sin morbror Søren Rasted.
Deres debutplade hedder Vi Burde Ses Noget Mere med singlerne "Gymnastik", "Centerpubben", "Du & Jeg" og "Walkmand". Sangen "Walkmand" blev kåret til at være "Årets Hit" i 2008 til Zulu Awards og gik platin i 2009. Gruppen var nomineret i 4 kategorier til Danish Music Awards og debutalbummet var en af de mest solgte danske plader i 2008 der ligeledes fik platin i februar 2009.
Som komponist til andre sangere har Nicolaj Rasted også gjort sig bemærket med Stine Bramsens Prototypical fra 2014.

## Diskografi
Med Hej Matematik
- Vi burde ses noget mere (2008)
- Alt går op i 6 (2010)